# All Saints (Docklands Light Railway)
All Saints è una stazione della Docklands Light Railway (DLR) a Poplar, nel borgo di Tower Hamlets, a Londra in Inghilterra. Ha mutuato il nome dalla vicina chiesa di All Saints, costruita nel periodo 1821-1823. L'ingresso della stazione si trova sulla strada A13 - East India Dock Road, di fronte a Chrisp Street Market.

## Storia
In precedenza vi era una stazione ferroviaria denominata Poplar (East India Dock Road) servita dalla linea North London Railway. Il luogo in cui sorgeva questa stazione è ancora visibile nell'angolo posteriore destro della mappa in nota.
Dal 24 agosto 2009, la frequenza dei treni sulla diramazione Stratford - Lewisham è stata ridotta, nelle ore di punta, a un treno ogni sette minuti, dai cinque minuti precedenti. Questo per sistemare un cavalcavia che aumenterà le frequenze di 30 secondi nel tratto fra Bank e Lewisham.

## Servizi
La stazione si trova sulla diramazione Stratford della DLR fra le stazioni di Poplar e Langdon Park ed è inserita nella Travelcard Zone 2.
C'è un incrocio, a sud della stazione, che permette ai treni da Stratford e Poplar di invertire la marcia.

## Collegamenti
Sono disponibili collegamenti con le linee di bus 15, 115, D6, D7, D8 e le linee notturne N15, N550 e N551.

## Galleria d'immagini

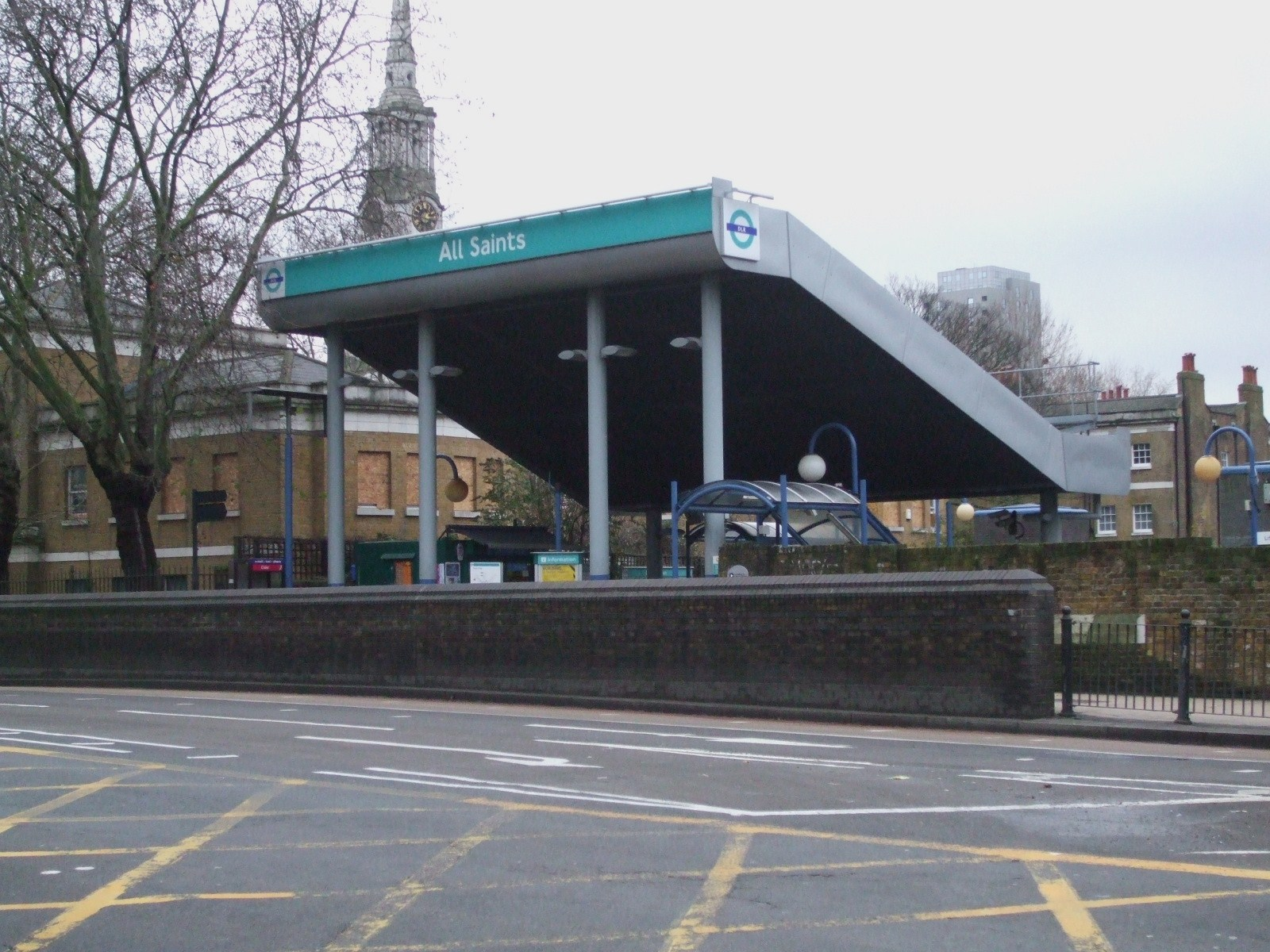
Ingresso
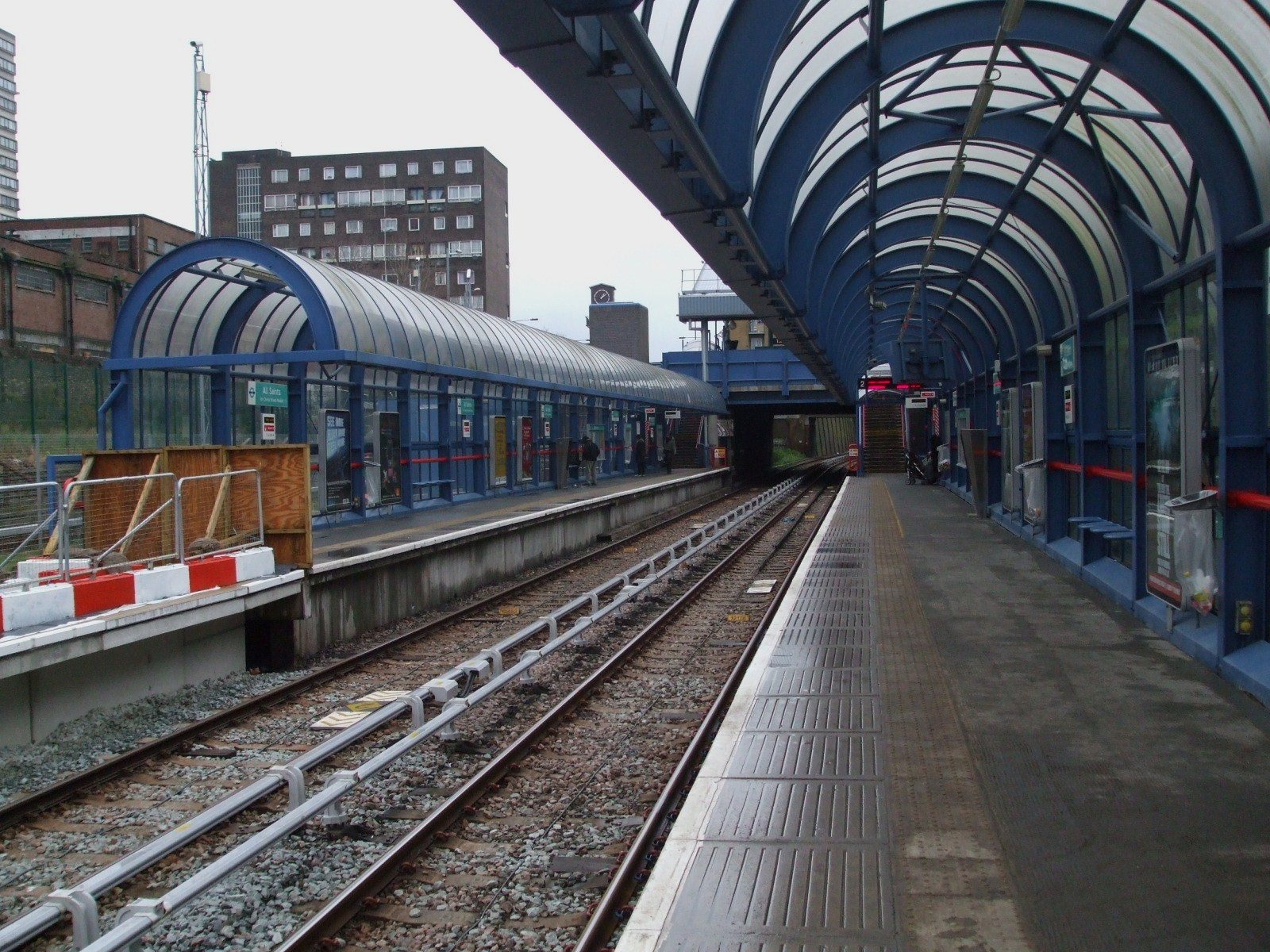
Vista da nord
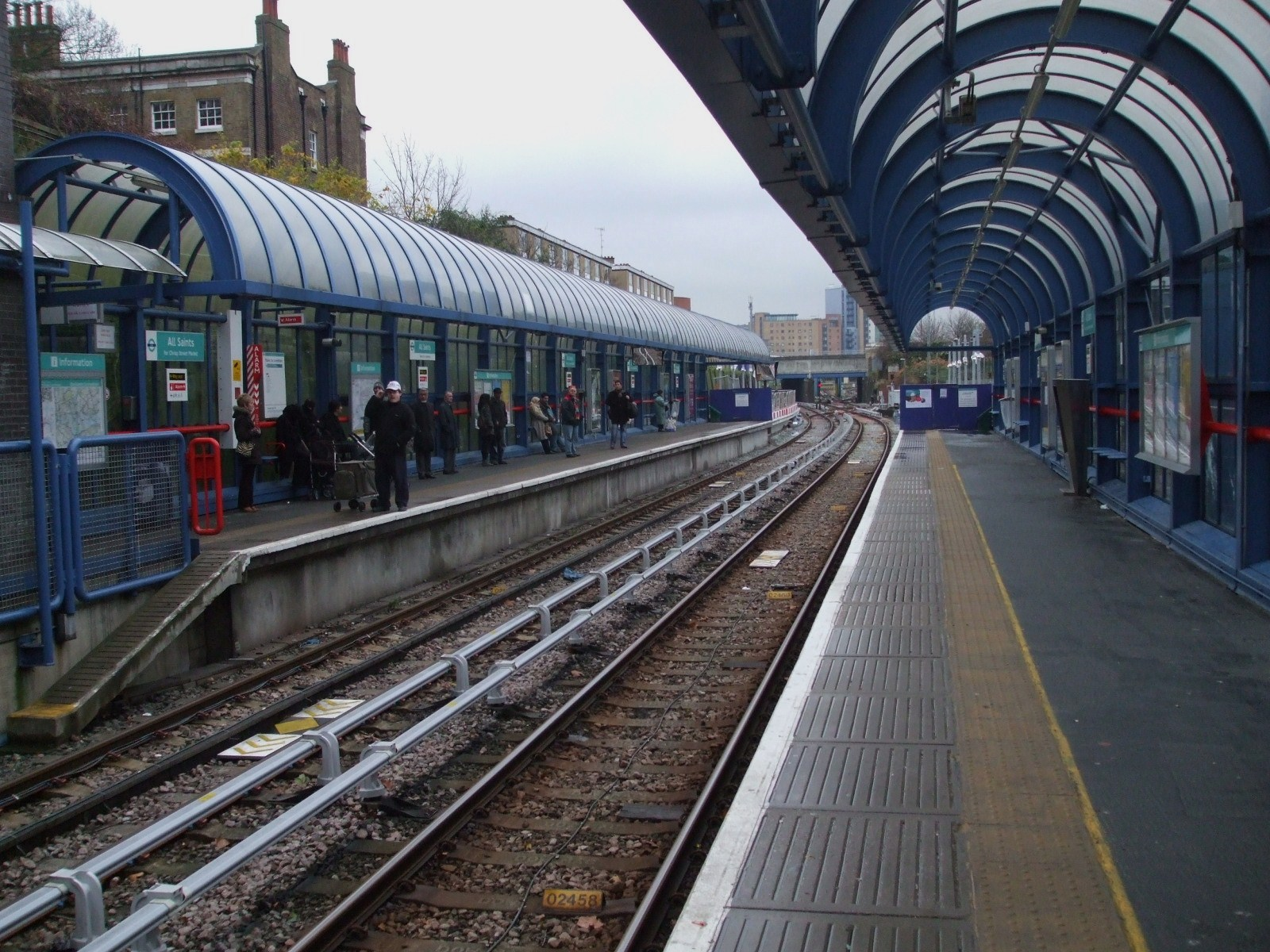
Vista da sud
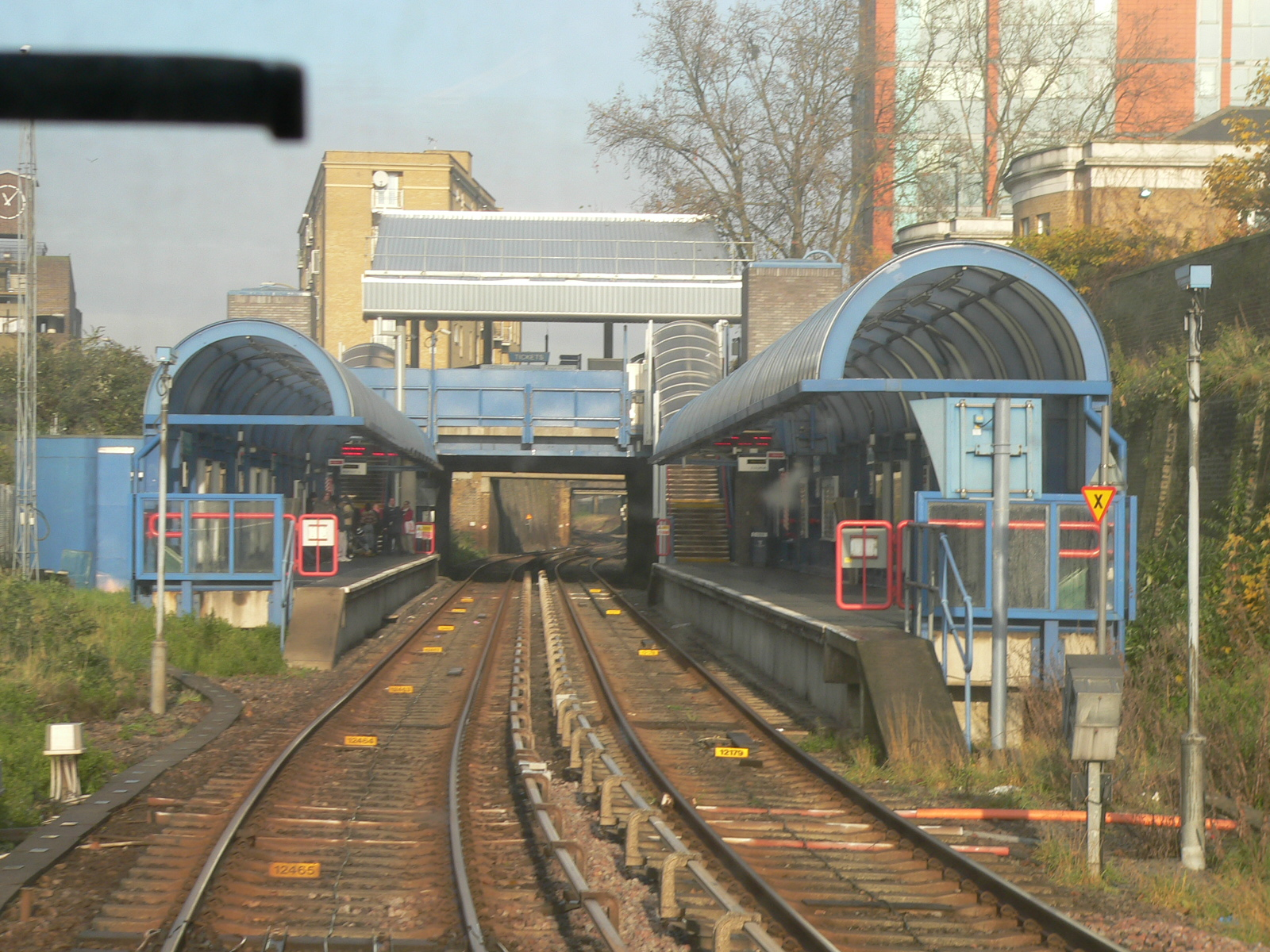
Vista generale della stazione